# Crane (Oregon)
Crane az Amerikai Egyesült Államok északnyugati részén, Oregon állam Harney megyéjében, a 78-as út mentén, a Malheur-tótól északkeletre elhelyezkedő statisztikai település. A 2010. évi népszámláláskor 129 lakosa volt. Területe 26,99 km², melynek 100%-a szárazföld.
Két tanintézménye van: egy általános iskolája (Crane Elementary School) és a vidéki területeken lakó diákok számára kijelölt bentlakásos gimnázium (Crane High School).

## Történet
A közösség nevét a Crane-patakról és a Crane-pataki-szakadékról kapta. A szakadék a Harney-medence és a Malheur-folyó déli elágazása között húzódik. A patak nevét valószínűleg a kanadai daruról kapta, amelynek egykor nagyszámú csoportja élt Kelet-Oregonban.
Postahivatala 1895 és 1903 között működött. A hivatalt 1916-ban, a Union Pacific Railroad Ontario és Crane közötti vasútvonalának elkészültekor újranyitották. A vasút Burnsig való 1924-es meghosszabbításáig a közösség fontos állatkereskedő pont volt; ekkor öt étterme, négy hotelje, három autószervize, két vegyesboltja, egy raktára, egy szórakozóhelye, egy bankja, egy színháza, valamint egy fafeldolgozója és számos istállója volt. Számos tűzeset után (a legutolsó 1938-ban volt) ezek nagy része leégett, és soha nem állították őket helyre. 2011-ben postahivatala, egy benzinkúttal egybeépült kávézója és fogadója, egy mezőgazdasági kereskedése és egy ingatlanügynöksége volt.

## Éghajlat
A Köppen-skála alapján éghajlata félszáraz (BSk-val jelölve). A legcsapadékosabb május hónap, a legszárazabb pedig a június–október közötti időszak. A legmelegebb hónap július, a leghidegebb pedig december.
| Hónap                         | Jan.  | Feb.  | Már.  | Ápr.  | Máj. | Jún. | Júl. | Aug. | Szep. | Okt.  | Nov.  | Dec.  | Év    |
| ----------------------------- | ----- | ----- | ----- | ----- | ---- | ---- | ---- | ---- | ----- | ----- | ----- | ----- | ----- |
| Rekord max. hőmérséklet (°C)  | 16,1  | 19,4  | 27,8  | 30,0  | 33,9 | 37,8 | 40,0 | 40,0 | 35,0  | 36,1  | 22,8  | 17,2  | 40,0  |
| Átlagos max. hőmérséklet (°C) | 2,8   | 5,6   | 10,6  | 14,4  | 19,4 | 23,9 | 28,9 | 27,8 | 23,3  | 16,7  | 7,8   | 2,8   | 15,4  |
| Átlaghőmérséklet (°C)         | −2,2  | 0,0   | 3,9   | 6,9   | 16,7 | 15,3 | 19,5 | 18,4 | 13,9  | 8,1   | 1,9   | −2,5  | 8,4   |
| Átlagos min. hőmérséklet (°C) | −7,2  | −5,6  | −2,8  | −0,6  | 3,9  | 6,7  | 10,0 | 8,9  | 4,4   | −0,6  | −4,4  | −7,8  | 0,4   |
| Rekord min. hőmérséklet (°C)  | −36,1 | −26,7 | −22,8 | −13,9 | −7,2 | −7,2 | −1,7 | −2,8 | −8,9  | −16,1 | −22,8 | −34,4 | −36,1 |
| Átl. csapadékmennyiség (mm)   | 24    | 20    | 25    | 25    | 35   | 18   | 10   | 6    | 11    | 19    | 33    | 28    | 254   |
| Forrás: The Weather Channel   |       |       |       |       |      |      |      |      |       |       |       |       |       |

## Népesség
A 2010-es népszámláláskor  129 lakója, 51 háztartása és 33 családja volt. A népsűrűség 4,8 fő/km2. A lakóegységek száma 64, sűrűségük 2,4 db/km2. A lakosok 92,2%-a fehér, 2,3%-a afroamerikai, 0,8%-a indián,   2,3%-a egyéb, 0,8%-a pedig kettő vagy több etnikumú. A spanyol vagy latino származásúak aránya 3,9% (2,3% mexikói,   1,6% egyéb spanyol vagy latino származású.)
A háztartások 31,4%-ában élt 18 évnél fiatalabb. 52,9% házas, 7,8% egyedülálló nő, 3,9% egyedülálló férfi, 35,3% pedig nem család. 29,4% egyedül élt; 17,6%-uk 65 éves vagy idősebb. Egy háztartásban átlagosan 2,53 személy élt; a családok átlagmérete 3,27 fő.
A medián életkor 40,8 év volt. Lakóinak 31,2%-a 18 évesnél fiatalabb, 1,6% 18 és 24 év közötti, 23,3%-uk 25 és 44 év közötti, 29,9%-uk 45 és 64 év közötti, 14%-uk pedig 65 éves vagy idősebb. A lakosok 52,7%-a férfi, 47,3%-a pedig nő.

## Fordítás
Ez a szócikk részben vagy egészben  a   Crane, Oregon című angol Wikipédia-szócikk ezen változatának fordításán alapul.  Az eredeti cikk szerkesztőit annak laptörténete sorolja fel. Ez a jelzés csupán a megfogalmazás eredetét és a szerzői jogokat jelzi, nem szolgál a cikkben szereplő információk forrásmegjelöléseként.